# فدراسیون جهانی اتحادیه
فدراسیون جهانی اتحادیه (GUF) یک فدراسیون بین‌المللی از اتحادیه‌های کارگری ملی است که در بخش‌های صنعتی خاص یا گروه‌های شغلی مختلف سازماندهی می‌شود. از نظر تاریخی، چنین فدراسیون‌هایی در سنت سوسیال دمکراتیک به عنوان دبیرخانه‌های تجارت بین‌المللی (ITS) توصیف می‌شوند. حال اینکه آن‌هایی که در سنت دموکرات مسیحی هستند، خود را فدراسیون‌های تجارت بین‌المللی توصیف می‌کنند. قابل ذکر است که نهادهای مرتبط با فدراسیون جهانی اتحادیه‌های کارگری خود را اتحادیه‌های بین‌المللی کارگری توصیف کرده‌اند.
بسیاری از اتحادیه‌ها عضو یک یا چند فدراسیون جهانی هستند که مربوط به بخش‌هایی که در آن عضویت دارند، می‌باشند. اتحادیه‌های مستقل نیز ممکن است به یک مرکز ملی اتحادیه کارگری وابسته باشند که به نوبه خود می‌تواند وابسته به کنفدراسیون اتحادیه‌های کارگری بین‌المللی (ITUC) یا WFTU باشد.